# Super Pocket Pilote

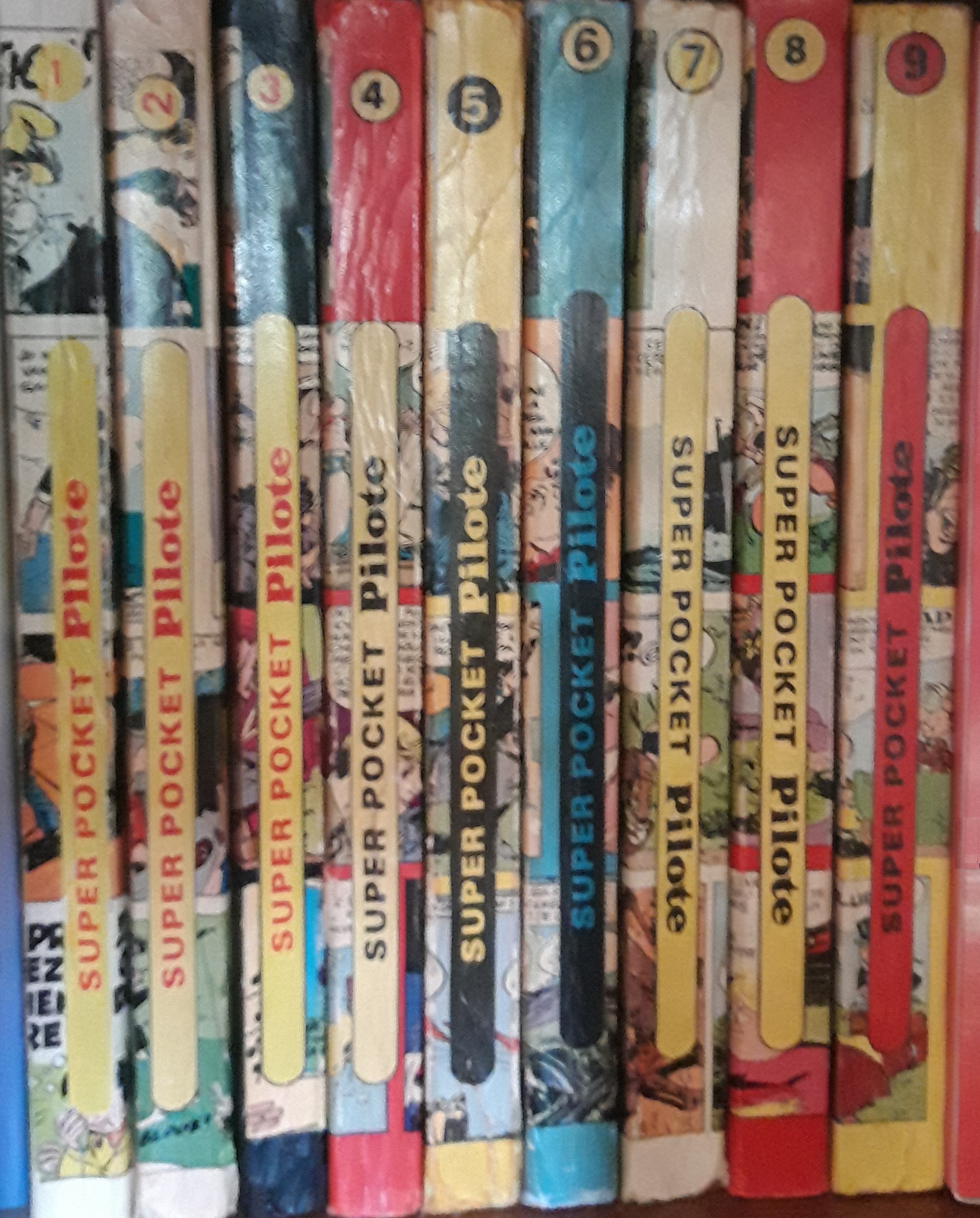
Super Pocket Pilote 1968-70.

Super Pocket Pilote est une publication trimestrielle du journal Pilote parue de juin 1968 à septembre 1970. Le nom de Super Pocket vient du format de poche 19 x 13 cm et du nombre de pages (260) qui donnent toutes les apparences d'un livre de poche.
Le premier numéro est paru en juin 1968. La  collection présente des histoires complètes en 8, 12 ou 16 pages de 4 à 6 cases mettant en scène les principaux héros de Pilote, ainsi que des jeux et du rédactionnel. Quelques mois plus tard le pendant pour un public légèrement plus jeune, Tintin Sélection, sort aux éditions du Lombard.
Il n'a été publié que 9 numéros de Super Pocket Pilote, le dernier étant sorti en septembre 1970.